# Mušutište
Mushitishtë en albanais et Mušutište en serbe latin (en serbe cyrillique : Мушутиште) est une localité du Kosovo située dans la commune/municipalité de Theranda/Suva Reka et dans le district de Prizren/Prizren. Selon le recensement de 2011, elle compte 3 394 habitants, dont une majorité d'Albanais.

## Histoire
Sur le territoire du village se trouvaient plusieurs édifices religieux relevant de l'Église orthodoxe de Serbie. L'église de la Mère-de-Dieu, fondée en 1315 et ornée de fresques entre 1316 et 1320, avait été inscrite en 1990 sur la liste des monuments culturels d'importance exceptionnelle de la république de Serbie ; elle a été détruite par des explosifs au début du mois de juin 1999, après l'arrivée des troupes allemandes de la KFOR.

## Démographie

### Évolution historique de la population dans la localité
| 1948  | 1953  | 1961  | 1971  | 1981  | 1991  | 2011  |
| ----- | ----- | ----- | ----- | ----- | ----- | ----- |
| 2 346 | 2 541 | 2 816 | 3 307 | 4 166 | 5 016 | 3 394 |

|  |

## Personnalités liées
- Remzie Osmani (née en 1971), chanteuse kosovare y est née.